# De kersenbonbon
De kersenbonbon is een hoorspel van Charles Maître. De Hessischer Rundfunk zond het in 1972 uit onder de titel Die Kirsche. Josephine Soer vertaalde het en de TROS zond het op maandag 7 april 1980 uit. De regisseur was Bert Dijkstra. Het duurde 50 minuten.

## Rolbezetting
- Willy Ruys (Victor)
- Lies de Wind (Henriëtte)
- Hans Veerman (Germain)
- Els Buitendijk (Geneviève)
- Hans Karsenbarg (Jacques)
- Barbara Hoffman (Simone)
- Willie Maasdam (Irène)

## Inhoud
Oom Victor is berucht om zijn vreemde invallen, maar als alle toekomstige erfgenamen per telegram bij hem geroepen worden, denken ze dat oompje gestorven is. In werkelijkheid is echter zijn huishoudster dood. Oom blijkt gezond van lichaam en geest te zijn. Maar het wordt nog erger: oom Victor deelt mee, dat de goede Berthe vergiftigd is geworden met een met blauwzuur gevulde kersenbonbon die ze gepikt had uit de bonbonnière die hij bij zijn laatste verjaardag als gemeenschappelijk cadeau van alle verzamelden had gekregen. Logische gevolgtrekking: de aanslag was in werkelijkheid tegen hem gericht. Wie kan toch deze afschuwelijke daad gepland hebben? Al zijn erfgenamen hebben momenteel geldgebrek en het is dan ook normaal dat hij elkeen verdenkt. Uiteindelijk lost oom Victor de kwestie op met een van zijn - zoals gezegd - wellicht ietwat vreemde invallen.